# ماری ژیلن
ماری ژیلَن (فرانسوی: Marie Gillain‎؛ زادهٔ ۱۸ ژوئن ۱۹۷۵) بازیگر اهل بلژیک است. وی از سال ۱۹۹۱ میلادی تاکنون مشغول فعالیت بوده‌است.
از فیلم‌ها یا برنامه‌های تلویزیونی که وی در آنها نقش داشته است می‌توان به هوایی چنان پاک، در این جهان، گوژپشت، کوکو قبل از شانل، نمایندگان زن و خویشاوندی‌های اختیاری اشاره کرد.